# Vision for Space Exploration
La Vision for Space Exploration («visió per a l'exploració espacial») és una política espacial dels Estats Units anunciada el 14 de gener de 2004 pel llavors President George W. Bush com a document base per al desenvolupament futur de les missions de la NASA, centrat en les missions tripulades a la Lluna i a Mart. Va ser una resposta a l'accident del transbordador espacial Columbia, l'aparent estancament del vol espacial tripulat i una forma de guanyar l'entusiasme de la població cap a l'exploració espacial.

## Esquema

Projeccions del pressupost de la NASA pel Vision for Space Exploration.

La visió per al programa espacial és:

- Completar l'Estació Espacial Internacional en el 2010
- Retirar el transbordador espacial en el 2010
- Desenvolupar la nau Orion (abans coneguda com a Crew Exploration Vehicle) en 2008, i dur a terme la seva primera missió de vol espacial tripulat en 2014
- Desenvolupar els transbordador Ares
- Explorar la Lluna amb naus espacials robòtiques en el 2008 i tripulades en el 2020
- Explorar Mart i altres destinacions amb les missions robòtiques i tripulades.

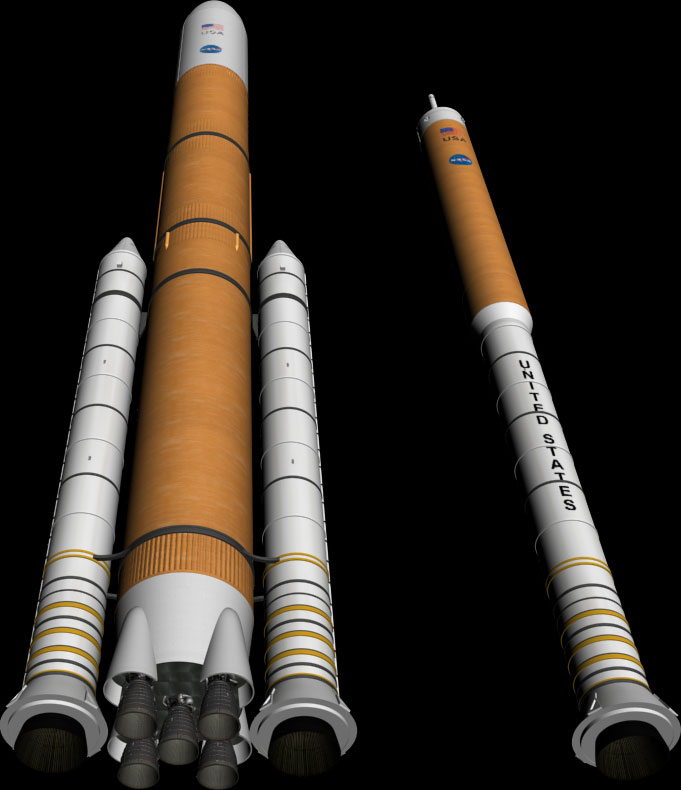
Dues configuracions que van ser programades per a la tornada a la Lluna, càrrega pesada (esquerra) i tripulació (dreta).

| « | Establishing an extended human presence on the moon could vastly reduce the costs of further space exploration, making possible ever more ambitious missions. Lifting heavy spacecraft and fuel out of the Earth's gravity is expensive. Spacecraft assembled and provisioned on the moon could escape its far lower gravity using far less energy, and thus, far less cost. Also, the moon is home to abundant resources. Its soil contains raw materials that might be harvested and processed into rocket fuel or breathable air. We can use our time on the moon to develop and test new approaches and technologies and systems that will allow us to function in other, more challenging environments. | » |

| « | Establir una presència humana estesa en la lluna podria reduir enormement els costos de futura exploració espacial, fent possible missions cada vegada més ambicioses. El combustible i l'elevació de naus pesades fos de la gravetat de la Terra és car. Els vehicles espacials muntats i aprovisionats en la lluna podrien escapar de la seva menor gravetat usant molta menor energia, i per tant, a un menor cost. A més, la lluna és la llar d'abundants recursos. El seu sòl conté matèries primeres que poden ser collides i processades en combustible per a coets o aire respirable. Podem utilitzar el nostre temps en la lluna per desenvolupar i provar nous enfocaments, noves tecnologies i sistemes que ens permetran funcionar en altres entorns més difícils. | » |